# O Anjo Exterminador
O Anjo Exterminador (em castelhano:  El ángel exterminador)  é um filme mexicano de 1962 dirigido por Luis Buñuel.
Foi considerado pelo New York Times como um dos 1000 melhores filmes do mundo.

## O diretor
Exilado da Espanha, desde a Guerra Civil Espanhola (1936–39), Luis Buñuel foi convidado a voltar ao seu país natal em 1960 por General Francisco Franco. Nessa viagem de volta, Buñuel escreveu e dirigiu Viridiana, estrelado por Silvia Pinal com produção do marido dela, Gustavo Alatriste. Foi o primeiro filme espanhol do diretor. Lançado em 1961, o filme causou controvérsias tanto na Espanha quanto no Vaticano, tendo sido ordenado que todos os negativos fossem destruídos. A produção, contudo, ganhou a  Palma de Ouro do Festival de Cannes  e as cópias que tinham sido enviadas a Paris foram preservadas e mais tarde distribuídas. Viridiana foi lançado na Espanha, 16 anos depois, em 1977.
Em seguida ao escândalo de Viridiana, Buñuel voltou ao México mas manteve a mesma equipe de produção. Decidiu então fazer outro filme estrelado por Pinal. O filme, originariamente com o título "Os náufragos da Rua da Providência", foi renomeado como "O anjo exterminador", que Bruñuel tirou de uma peça inacabada de seu amigo José Bergamín. Foi lançado no México em 1962 e igualmente gerou controvérsias, como o filme predecessor.
Buñuel completou a trilogia com Pinal e Alatriste com o filme lançado em 1965, Simón del Desierto.

## Resumo
Neste filme, com influências do surrealismo, Buñuel despe a sociedade aristocrata, em que ricos personagens se vêem presos numa das salas de uma mansão após um jantar formal. Não há nada físico que os impeça de sair, porém algo os faz refém de portas e grades imaginárias.
Com o decorrer dos dias, as convenções sociais vão caindo, as barreiras imaginárias permanecem, e as máscaras desprendem-se de cada personagem, aflorando os mais primitivos instintos: o improviso de um banheiro, desejos sexuais reprimidos, a fome, a sede e até mesmo a morte.
A crítica à Igreja, como sempre em Buñuel, está presente em diversos momentos, como com os cordeiros que passeiam pela mansão e são devorados pelas pessoas presas.

## Elenco
- Silvia Pinal...Leticia "Valquíria"
- Enrique Rambal...Edumundo Nobile, o anfitrião
- Jacqueline Andere...Alicia de Roc
- José Baviera...Leandro Gomez
- Enrique García Álvarez as Alberto Roc
- César del Campo...Coronel Álvaro
- Nadia Haro Oliva...Ana Maynar
- Ofelia Montesco...Beatriz
- Patricia de Morelos...Blanca
- Augusto Benedico...Dr. Carlos Conde
- Luis Beristáin...Cristian Ugalde
- Xavier Massé...Eduardo
- Xavier Loyá...Francisco Avila
- Ofelia Guilmáin...Juana Avila
- Claudio Brook...Julio, o mordomo
- Bertha Moss...Leonora
- Lucy Gallardo...Lucía de Nobile
- Tito Junco...Raúl
- Patricia Morán...Rita Ugale
- Antonio Bravo...Sergio Russell
- Rosa Elena Durgel...Silvia